# Чилкут-Винтон (Калифорнија)
Чилкут-Винтон (енгл. Chilcoot-Vinton) насељено је место без административног статуса у америчкој савезној држави Калифорнија.

## Демографија
По попису из 2010. године број становника је 454, што је 67 (17,3%) становника више него 2000. године.
| Група             | 2000.       | 2010.       |
| Белци             | 360 (93,0%) | 399 (87,9%) |
| Афроамериканци    | 1 (0,3%)    | 1 (0,2%)    |
| Азијати           | 0 (0,0%)    | 1 (0,2%)    |
| Хиспаноамериканци | 20 (5,2%)   | 38 (8,4%)   |
| Укупно            | 387         | 454         |